# おんたま (美麻りん)
『おんたま』は、美麻りんによる日本の漫画作品。

## 概要
『なかよしラブリー』（講談社）において、2009年から2010年まで連載。作者初となる単行本は同社の講談社コミックスなかよしより全2巻が刊行された。
音楽に関する幻覚が見えてしまうが故に合唱部に入部する事になった少女を中心に描く、合唱を題材とした作品だった。

## 書誌情報
美麻りん 『おんたま』 講談社〈講談社コミックスなかよし〉、全2巻
- 1巻、2009年12月25日発売[1]、ISBN 978-4-06-364248-3
- 2巻、2010年8月6日発売[1]、ISBN 978-4-06-364273-5